# カラット探偵事務所の事件簿
『カラット探偵事務所の事件簿』（カラットたんていじむしょのじけんぼ、The Mystery File of Carat Detective Office）は、乾くるみによる日本のミステリのシリーズ。文庫判のカバー装画は上条衿。『文蔵』（PHP研究所）にて連載されている。

## あらすじ
「あなたの頭を悩ます謎を、カラッと解決いたします」
浮気調査や信用調査は苦手な、謎解き専門の「カラット探偵事務所」の所長で、抜群の推理力と洞察力を持つ古谷が、助手の井上と共に依頼人が持ち込む謎をカラッと解決する。
物語は、「俺」こと井上が一人称の『事件簿』を記す形で進む。

## 登場人物
古谷 謙三（ふるや けんぞう）
カラット探偵事務所所長。30歳。実家が所有する古谷第一ビルの6階に事務所を構えている。誰に対しても丁寧語で話す。部下であり同級生でもある井上についてもそれは変わらず、井上を「井上さん」と呼ぶ。一人称は「私」。
携帯電話は井上が説得したにも関わらず持っておらず、必要な時は持っている井上を帯同すればよいと考えている。
事件関係者を一堂に集めて犯人を指摘するようなミステリを好む。
井上（いのうえ）
カラット探偵事務所調査員。30歳。古谷とは倉津高校時代の同級生。古谷とは対称的に、口調は荒っぽく、上司である古屋に対してもため口で話す。一人称は「俺」。
サム・スペードやフィリップ・マーロウ、リュウ・アーチャーなどの探偵が好き。
北島 文吾（きたじま ぶんご）
井上の新聞記者時代の後輩。28歳。《兎の暗号》事件の記事を書き、支局長賞を受賞する。
時任 早苗（ときとう さなえ）
古谷と井上の倉津高校時代の友人。30歳。中学時代はクライヴ・バーカーやハワード・フィリップス・ラヴクラフトを愛読していた。
大阪の大学で法律を学んだあと、池戸市の弁護士事務所に就職した。

## 収録作品
- カラット探偵事務所の事件簿1
  - 2008年9月12日、PHP研究所、ISBN 978-4-569-69677-5
  - 2009年8月31日、PHP NOVELS、ISBN 978-4-569-77232-5
  - 2011年3月15日、PHP文芸文庫、ISBN 978-4-569-67615-9（解説：千街晶之）

| No      | タイトル     | 初出                 | あらすじ                                                 |
| ------- | ------------ | -------------------- | -------------------------------------------------------- |
| File 1  | 卵消失事件   | 『文蔵』2006年8月号  | 小説家の夫が浮気をしようとしていると相談が持ち込まれる   |
| File 2  | 三本の矢     | 『文蔵』2006年12月号 | 自宅に矢が打ち込まれたと相談が持ち込まれる               |
| File 3  | 兎の暗号     | 『文蔵』2007年4月号  | 祖父が残した和歌の暗号を解いて欲しいと依頼される         |
| File 4  | 別荘写真事件 | 『文蔵』2007年8月号  | 二枚の写真を手がかりに実父を探して欲しいと依頼される     |
| File 5  | 怪文書事件   | 書き下ろし           | 団地で横行する怪文書の発信者を特定して欲しいと依頼される |
| File 20 | 三つの時計   | 書き下ろし           | 中学、高校時代の友人時任早苗の結婚式に出席する           |

- カラット探偵事務所の事件簿2
  - 2012年7月13日、PHP文芸文庫、ISBN 978-4-569-67863-4（解説：横井司）

| No      | タイトル     | 初出                 | あらすじ                                                             |
| ------- | ------------ | -------------------- | -------------------------------------------------------------------- |
| File 6  | 小麦色の誘惑 | 『文蔵』2010年11月号 | 古谷の従弟にハート型の日焼けの謎を解いて欲しいと依頼される           |
| File 7  | 昇降機の密室 | 『文蔵』2011年2月号  | デザイン事務所からあるものが盗まれた謎を解いて欲しいと依頼される     |
| File 8  | 車は急に……   | 『文蔵』2011年5月号  | コインパーキングの入口で紳士と若者が言い争っているのに遭遇する       |
| File 9  | 幻の深海生物 | 『文蔵』2011年8月号  | 検索サイトで偶然表示されたなぞなぞを解いて欲しいと依頼される         |
| File 10 | 山師の風景画 | 『文蔵』2011年11月号 | 音信不通だった弟が遺した風景画の謎を解いてほしいと依頼される         |
| File 11 | 一子相伝の味 | 『文蔵』2012年2月号  | 洋食屋に伝わる一子相伝のソースのレシピを解明して欲しいと依頼される   |
| File 12 | つきまとう男 | 書き下ろし           | ドアポストに《玉手箱》を入れているのは誰か特定して欲しいと依頼される |

- カラット探偵事務所の事件簿3
  - 2020年11月5日、PHP文芸文庫、ISBN 978-4-569-90086-5（解説：末國善己）

| No      | タイトル             | 初出                   | あらすじ                                                                       |
| ------- | -------------------- | ---------------------- | ------------------------------------------------------------------------------ |
| File 13 | 秘密は墓場まで       | 『文蔵』2019年3月号    | 父の墓に毎月花を供えている人物を特定して欲しいと依頼される                     |
| File 14 | 遊園地に謎解きを     | 『文蔵』2019年7・8月号 | 遊園地で行う謎解きゲームの問題を制作して欲しいと依頼される                     |
| File 15 | 告白のオスカー像     | 『文蔵』2019年11月号   | パーティーでのプレゼント交換の贈り主を特定して欲しいと依頼される               |
| File 16 | 前妻が盗んだもの     | 『文蔵』2020年3月号    | 離婚した妻が家に侵入し何を行ったかを解明して欲しいと依頼される                 |
| File 17 | 次女の名前           | 『文蔵』2020年6月号    | 亡くなった夫が娘に付けようと考えていた名前を解明して欲しいと依頼される         |
| File 18 | 真紅のブラインド     | 『文蔵』2020年10月号   | ボクシングジムの女子更衣室のブラインドが開かれていた事件の調査を依頼される     |
| File 19 | 警告を受けたリーダー | 書き下ろし             | アイドルのバッグにセンター変更を要求する文章が入れられた事件の調査を依頼される |